# Ясень (гміна)
Гміна Ясень (пол. Gmina Jasień) — місько-сільська гміна у північно-західній Польщі. Належить до Жарського повіту Любуського воєводства.
Станом на 31 грудня 2011 у гміні проживало 7308 осіб.

## Площа
Згідно з даними за 2007 рік площа гміни становила 127.02 км², у тому числі:
- орні землі: 39.00%
- ліси: 52.00%

Таким чином, площа гміни становить 9.12% площі повіту.

## Населення
Станом на 31 грудня 2011:
| Опис     | Загалом | Загалом | Чоловіки | Чоловіки | Жінки | Жінки |
| -------- | ------- | ------- | -------- | -------- | ----- | ----- |
| одиниця  | осіб    | %       | осіб     | %        | осіб  | %     |
| все      | 7308    | 100     | 3648     | 49.92    | 3660  | 50.08 |
| міське   | 4496    | 100     | 2237     | 49.76    | 2259  | 50.24 |
| сільське | 2812    | 100     | 1411     | 50.18    | 1401  | 49.82 |

## Сусідні гміни
Гміна Ясень межує з такими гмінами: Жари, Ліпінкі-Лужицьке, Любсько, Новоґруд-Бобжанський, Тупліце.